# Ха Сок Чу
Ха Сок Чу (кор. 하석주; род. 20 февраля 1968, Хамян, Кёнсан-Намдо, Южная Корея) — южнокорейский футболист, игравший на позиции полузащитника. Завершил игровую карьеру.

## Карьера

### Клубная
Ха Сок Чу является воспитанником команды университета Аджу.
Полузащитник начал свою профессиональную карьеру в клубе «Пусан Ай Парк», где за восемь лет сыграл 158 матчей и забил 34 мяча. В 1998 году Ха перешёл в японский «Сересо Осака», где провёл один сезон и за 17 матчей забил два мяча. На следующий сезон с южнокорейским футболистом подписал контракт клуб «Виссел Кобе». В нём полузащитник отыграл два сезона, за 65 матчей забив 11 мячей. В 2001 году Ха вернулся в Южную Корею, и за три сезона сыграл 57 матчей и забил три мяча за «Пхохан Стилерс», прежде чем завершил карьеру игрока.

### Сборная
Ха Сон Чу вызывался в сборную Южной Кореи до 23-х лет, за которую выступал на Олимпиаде-1996. Всего за сборную Ха сыграл 5 матчей и забил один мяч.
Полузащитник дебютировал в национальной сборной в 1991 году и за 10 лет сыграл 95 матчей, в которых забил 23 мяча. Ха принимал участие на чемпионатах мира 1994 и 1998 годов и на Кубке Конфедераций-2001. Вместе с национальной командой полузащитник стал бронзовым призёром Кубка Азии 2000 года.

### Тренерская
После завершения карьеры Ха работал тренером в клубах «Пхохан Стилерс», в котором раньше выступал как игрок, «Кённам» и «Чоннам Дрэгонз». С 2011 по 2012 годы южнокореец работал главным тренером клуба университета Аджу, а с 2012 года по 2014 год является главным тренером «Чоннам Дрэгонз».

## Международная статистика
| Сборная          | Год   | Матчи | Голы |
| ---------------- | ----- | ----- | ---- |
| Республика Корея |       |       |      |
| 1991             | 5     | 5     |      |
| 1992             | 4     | 0     |      |
| 1993             | 17    | 9     |      |
| 1994             | 18    | 2     |      |
| 1995             | 3     | 0     |      |
| 1996             | 12    | 1     |      |
| 1997             | 19    | 3     |      |
| 1998             | 6     | 1     |      |
| 1999             | 2     | 0     |      |
| 2000             | 5     | 1     |      |
| 2001             | 4     | 1     |      |
| Итого            | Итого | 95    | 23   |